# سكوت ستيفنز
سكوت ستيفنز (بالإنجليزية: Scott Stevens)‏ (و. 1964  م) هو لاعب هوكي الجليد، من كندا، ولد في كيتشنر، أونتاريو، شارك في الألعاب الأولمبية الشتوية 1998، مركز لعبه هو مدافع ‏.

## جوائز
حصل على جوائز منها:
- زمالة رابطة مكائن الحوسبة [الإنجليزية]‏ (2012)
- كأس ستانلي.

## روابط خارجية
- سكوت ستيفنز على موقع دوري الهوكي الوطني (الإنجليزية)
- سكوت ستيفنز على موقع قاعة مشاهير الهوكي (لاعب أن.إتش.أل) (الإنجليزية)
- سكوت ستيفنز على موقع EliteProspects.com (الإنجليزية)
- سكوت ستيفنز على موقع Eurohockey.com (الإنجليزية)
- سكوت ستيفنز على موقع HockeyDB.com (الإنجليزية)
- سكوت ستيفنز على موقع Hockey-Reference.com (الإنجليزية)
- سكوت ستيفنز على موقع اللجنة الأولمبية الدولية (الإنجليزية)
- سكوت ستيفنز على موقع أوليمبيديا (الإنجليزية)
- سكوت ستيفنز على موقع اللجنة الأولمبية الكندية (الإنجليزية)